# John Type
John Type es un escultor de Zimbabue, nacido el año 1972 en Chitungwiza. 

## Datos biográficos
John Type se crio en Chitungwiza, y comenzó su labor artística de escultor como asistente de Kennedy Migeal  en 1989. Tras un año comenzó a producir sus propias piezas. desde entonces, él mismo ha sido tutor de varios artistas, entre ellos  Dudzai Mushawepwere y Godfrey Kennedy. 

## Obras
Las obras de John Type están realizadas generalmente dentro del estilo abstracto. 